# Stamnodes uniformata
Stamnodes uniformata là một loài bướm đêm trong họ Geometridae.